# 9155 Верходанов
9155 Верходанов (9155 Verkhodanov) — астероїд головного поясу, відкритий 18 вересня 1982 року.
Тіссеранів параметр щодо Юпітера — 3,224.